# Coupe d'Asie des vainqueurs de coupe de football 1995
Navigation
Édition précédente Édition suivante
La Coupe d'Asie des vainqueurs de coupe 1995 est la sixième édition de la Coupe d'Asie des vainqueurs de coupe, compétition organisée par l'AFC. Elle oppose les vainqueurs des Coupes nationales des pays asiatiques lors de rencontres disputées en matchs aller-retour, à élimination directe. Pour la première fois, le tenant du titre peut défendre son trophée.
Cette saison voit le sacre du club japonais des Bellmare Hiratsuka qui bat les Irakiens de Talaba SC lors de la finale disputée à Yokohama, au Japon. C'est le tout premier succès en Coupe d'Asie pour le club et le quatrième titre pour un club japonais en six éditions. Le tenant du titre, le club des Yokohama Flügels cède en demi-finale face au futur champion, lors du premier match de l'histoire de la compétition entre deux clubs d'un même pays.

## Résultats

### Premier tour

#### Asie de l'Ouest
| Équipe 1          | Résultat | Équipe 2                | Aller | Retour |
| ----------------- | -------- | ----------------------- | ----- | ------ |
| Homenmen Beyrouth | 2 - 1    | Al Wahda Club           | 0 - 0 | 2 - 1  |
| Oman Club         | 2 - 4    | Kazma Sporting Club     | 1 - 1 | 1 - 3  |
| Talaba SC         | 5 - 4    | Al Ittihad Doha         | 5 - 3 | 0 - 1  |
| FK Yangiyer       | 4 - 1    | Turan Dashoguz          | 3 - 0 | 1 - 1  |
| FC Vostok         | -        | Ak-Maral Tokmak forfait | -     | -      |

#### Asie de l'Est
| Équipe 1    | Résultat | Équipe 2    | Aller | Retour |
| ----------- | -------- | ----------- | ----- | ------ |
| New Radiant | 2 - 0    | Ratnam SC   | 2 - 0 | -      |
| Sabah FA    | 3 - 1    | An Giang FC | 3 - 0 | 0 - 1  |

### Huitièmes de finale

#### Asie de l'Ouest
| Équipe 1            | Résultat | Équipe 2    | Aller | Retour |
| ------------------- | -------- | ----------- | ----- | ------ |
| Kazma Sporting Club | 6 - 1    | Al Ain Club | 2 - 0 | 4 - 1  |
| Homenmen Beyrouth   | 0 - 5    | Al Riyad SC | 0 - 2 | 0 - 3  |
| Talaba SC           | 3 - 2    | FK Yangiyer | 2 - 0 | 1 - 2  |
| FC Vostok           | 2 - 3    | Bahman FC   | 2 - 2 | 0 - 1  |

#### Asie de l'Est
| Équipe 1           | Résultat | Équipe 2            | Aller | Retour |
| ------------------ | -------- | ------------------- | ----- | ------ |
| New Radiant        | 3 - 2    | East Bengal Club    | 3 - 0 | 0 - 2  |
| Uhlsport Rangers   | 3 - 7    | Yokohama Flügels'T' | 1 - 3 | 2 - 4  |
| Sabah FA           | 1 - 7    | Bellmare Hiratsuka  | 1 - 2 | 0 - 5  |
| Rajapracha UCOM FC | 7 - 7e   | Petrokimia Putra    | 5 - 4 | 2 - 3  |

### Quarts de finale

#### Asie de l'Ouest
| Équipe 1    | Résultat | Équipe 2            | Aller | Retour |
| ----------- | -------- | ------------------- | ----- | ------ |
| Al Riyad SC | 2e - 2   | Kazma Sporting Club | 2 - 1 | 0 - 1  |
| Talaba SC   | 2 - 1    | Bahman FC           | 1 - 1 | 1 - 0  |

#### Asie de l'Est
| Équipe 1           | Résultat | Équipe 2            | Aller | Retour |
| ------------------ | -------- | ------------------- | ----- | ------ |
| New Radiant        | 0 - 7    | Yokohama Flügels'T' | 0 - 2 | 0 - 5  |
| Bellmare Hiratsuka | 7 - 1    | Petrokimia Putra    | 6 - 0 | 1 - 1  |

### Phase finale
L'ensemble des rencontres est disputé au Japon du 25 au 27 décembre 1995.

#### Demi-finales
| Équipe 1           | Résultat | Équipe 2            |
| ------------------ | -------- | ------------------- |
| Bellmare Hiratsuka | 4 - 3 ap | Yokohama FlügelsT   |
| Talaba SC          | -        | Al Riyad SC forfait |

#### Finale
| 27 décembre 1995 | Bellmare Hiratsuka         | 2 - 1 | Talaba SC               | Mitsuzawa Stadium, Yokohama |  |
|                  | Narahashi 27e · Nakata 81e |       | Sabah Jeayer Khalaf 51e |                             |  |